# Sauvagella robusta
Sauvagella robusta är en fiskart som beskrevs av Melanie L. J. Stiassny 2002. Sauvagella robusta ingår i släktet Sauvagella och familjen sillfiskar. IUCN kategoriserar arten globalt som otillräckligt studerad. Inga underarter finns listade i Catalogue of Life.